# 韦斯库尔
韦斯库尔（法语：Vescours），是法国东部安省的一个市镇。面积 12.48平方公里，人口191，人口密度15.3人／平方公里（1999年）。

## 人口
韦斯库尔人口变化图示
| 数据来源：INSEE |